# Supercup
De Supercup is een sportwedstrijd waarin over het algemeen de winnaars van twee verschillende competities tegen elkaar spelen. Een supercup wordt bijvoorbeeld gespeeld in het voetbal tussen de winnaars van een nationale competitie en een nationaal bekertoernooi en tussen de winnaar van de Champions League en de Europa League. Een competitie waarin bijvoorbeeld de nationale kampioenen van bepaalde landen meedoen, zoals de Champions League in het voetbal, wordt niet tot een supercup gerekend. 
Een uitzondering is bijvoorbeeld het handbal. Daar doen aan de Europese supercup vier teams mee; drie kampioenen uit verschillende competities en een verliezend finalist. 

## Basketbal

### Nationaal
- Nederland: Supercup (basketbal)
- Nederland: Supercup (dames basketbal)

- België: Supercup basketbal (België)

### Continentaal
- Europa: FIBA Europe SuperCup Men
- Europa: FIBA Europe SuperCup Women

## Handbal

### Nationaal
- Nederland: Nederlandse Super Cup

### Continentaal
- Europa: EHF Men's Champions Trophy

## Korfbal
- België en Nederland: Supercup

## IJshockey

### Nationaal
- Nederland: Ron Bertelingschaal

## Voetbal

### Nationaal
- Albanië: Albanese Supercup
- België: Belgische Supercup
- Duitsland: DFB-Supercup
- Egypte: Egyptische Supercup
- Engeland: FA Community Shield
- Faeröer: Stórsteypadystur
- Finland: Liigacup
- Frankrijk: Trophée des Champions
- Griekenland: Griekse Supercup
- Italië: Supercoppa
- Japan: Xerox Supercup
- Nederland
  - Profs: Johan Cruijff Schaal
  - Vrouwen: Supercup
  - Amateurs: Super Cup amateurs
- Oekraïne: Oekraïense Super Cup
- Oostenrijk: Oostenrijkse Supercup
- Polen: Poolse Supercup
- Portugal: Supertaça Cândido de Oliveira
- Rusland: Russische Supercup
- San Marino: Trofeo Federale
- Slowakije / Tsjechië: Česko-slovenský Superpohár
- Sovjet-Unie: USSR Supercup
- Spanje: Supercopa
- Suriname: President's Cup
- Tsjechië: Superpohár FAČR
- Turkije: Turkse Super Cup
- Zweden: Supercupen
- Zwitserland: Zwitserse Supercup

### Continentaal
- Afrika: CAF Supercup, tussen de winnaar van de CAF Champions League en de CAF Confederation Cup
- Azië: Aziatische supercup
- Europa : UEFA Super Cup, tussen de winnaar van de Champions League en die van de Europa League
- Zuid-Amerika: Recopa Sudamericana

### Mondiaal
- Wereld Supercup, van 1968 t/m 1970 tussen alle teams die de Wereldbeker hadden gewonnen.

## Waterpolo

### Continentaal
- Europa: LEN Super Cup